# Церква Спаса на Нередиці
Церква Спа́са на Нере́диці, також Церква Спа́са Преображе́ння на Нере́диці та Спас-Нере́диця  (рос. Церковь Спаса Преображения на Нередице) — уславлена пам'ятка середньовічного періоду, розташована за межами старовинного міста Великий Новгород. 

## Історія
Церква розташована на відстані півтора кілометри від сучасного міста Великий Новгород на невеликому узвишші, котре відоме у добу середньовіччя під назвою гора Нередиця. Храм вибудували на правому березі річки Малий Волховець поряд із Рюріковим Городищем.
Ініціатором створення церкви був князь Ярослав Володимирович у пам'ять двох загиблих князівських синів. За припущеннями, храм був створений за один будівельний сезон 1198 року чи близько тієї дати.
Неподалік храму створили також Спас-Нередицький або Спас на Городищі чоловічий монастир. Пізніше поряд з храмом вибудували і дзвіницю. Поряд існувало село Нередиця.

## Архітектура церкви
Архітектуру церкви, провінційну і грубувату, важко віднести до найкращих здобутків архітектури Великого Новгорода. Вона типова і має риси оборонної позаяк стояла на помітній відстані від міста. Найкращий період будівництва був позаду, а кам'яна архітектура помітно спрощувалась і примітизувалась через відсутність іноземних архітекторів, необізнаність у математиці, відсутність розвиненої архітектурної школи у місті і панування не творчих підходів, а канонів. Про кризовий стан в знаннях з математики і в архітектурній практиці також свідчить обвал бані і склепінь церкви Благовіщення у селі Аркажи на озері Мячині поблизу Великого Новгорода, вибудованої 1179 р. Церкву Благовіщення встигли оздобити фресками 1189 р., а вже на початку 14 ст. стався обвал. Храм відновили без закомар і з дахом спрощеного типу. Церкву наново перебудовували у 16 та у 17 ст., що трохи збагатило фасади збільшеними вікнами з декоративною лиштвою. Дах переробили на восьмисхилий. Кожна перебудова церкви супроводжувалась новими втратами верхніх частин споруди і старовинних фресок кінця 12 ст.
Якщо Кирилівська церква 12 ст. у Києві ще зберігає ускладненість поземного плану, храмові плани у Новгороді тяжіють до спрощеності навіть у князівських церквах. У порівнянні з храмами початку 12 ст. Спас Нередиця справляє враження суворості і спрощеності. Сувора спрощеність притаманна як плану, так і фасадам храму . З князівськими храмами церкву на пагорбі Нередиці поріднювали лише невеличкі хори (виконані тоді з дерева), призначені для князя і його близьких та коштовні фрески, створені надзвичайно талановитими художниками. На хори піднімались вузькими сходинками, прихованими у товстих стінах. Закутки у західній частині храму відрізнялись відокремленістю.
Храм кубічний, чотиристовпний, за типом тринавний. Бічні нави, нехай і прикрашені фресками, не відігравали у інтер'єрі церкви помітної ролі. Усе найкраще наче було зосереджене у середній, центральній наві. Споруду над середхрестям вінчає одна баня. Розміри споруди помітно менші за попередні храми раннього періоду 12 ст. Фасади церква Спаса Нередиці абсолютно полишені декору і його замінниками стануть примітивні лопатки та нечасті і вузькі, несиметричні вікна, притаманні спорудам оборонного типа. У пізній період, коли оборонне значення споруди втратило значення, вікна збільшили. Це стало першою катастрофою для фрескового циклу в інтер'єрах, рясно і затісно розписаного зсередини від склепінь до підлоги. 
Вже під час збільшення отворів вікон були остаточно втрачені частини фігур святих, орнаменти тощо. Пожежа в церкві в середині 16 ст. сприяла подальшим втратам фресок на склепіннях, котрих на склепіннях залишилось небагато.
Стінописи полишені конструктивних меж і переходять один у другий як на килимі, часто полишаючи простір стін ясності розташування. Від хаотичності фрески рятував канон і вимога певні композиції розташовувати на канонічних місцях - Оранта в головній абсиді, Страшний суд на західній стіні тощо. Коштовність фресок підкреслювали яскраві фарби у темному просторі церкви та їх помітний відхід від канонічних вимог візантійського зразка.

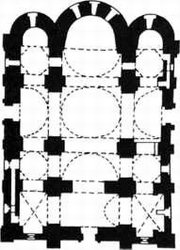
Кирилівська церква, 12 століття,  Київ, поземний план
Церква Покрова на Нерлі. Поземний план 1158 р.
Церква Благовіщення у Аркажах на озері Мячині поблизу Великого Новгорода, 1179 р., поземний план.
Церква Спаса на Нередиці, поземний план (вибудована 1198 р.).

## Уславлені старовинні фрески

Спас Нерукотворний. Фреска на верхівці західної арки 1199 р. Копія Ю.Н. Дмитрієва. 1925 р.

На відміну від спрощеної, примітизованої архітектури, старовинні фрески, котрі були створені наприкінці 12 ст. у церкві Спаса Преображення, мали і канонічний, і унікальний характер як через рідкісні витоки, так і через високий мистецький рівень та значну обдарованість середньовічних майстрів, що працювали у храмі на пагорбі Нередиця.
Фрески дивом збереглися до середини 19 ст. у тихому і провінційному на той час Великому Новгороді без оновлень. На хвилі моди на старовину, що запанувала у 19 ст. — фрески храму почали вивчати. На популярність старовинної пам'ятки спрацювала і географічна наближеність провінційного міста до столиці Російської імперії Петербурга.
1862 року російський художник Н. Мартинов виконав копії фресок храму. А 1869 року копії роботи Мартинова хвалькувата петербурзька комісія відіслала на Всесвітню міжнародну виставку у Париж як свідоцтво збереженої старовини. Копії фресок мали успіх, фрески викликали зацікавленість європейських науковців і істориків, а копіям присудили бронзову медаль.
Бронзова медаль спрацювала у Російській імперії як страховий поліс і уберегла фрески Спаса на Нередиці від оновлень олійними фарбами чи знищення, що було звичною практикою у низці старовинних храмів, включаючи і найбільш стародавні і уславлені. 1904 р. другий художник Л.М. Браіловський створив новий цикл усіх фресок храму, що надало історикам цілісну уяву про увесь ансамбль. Невдовзі у 1910 р. ініціативою Російського Археологічного товариства та цільовою експедицією Петербурзького університету була проведена фотофіксація усіх фресок.
Чергове копіювання фресок храму 1918 року було проведене жінками-художницями Н. Толмачевською та Л. Дурново.

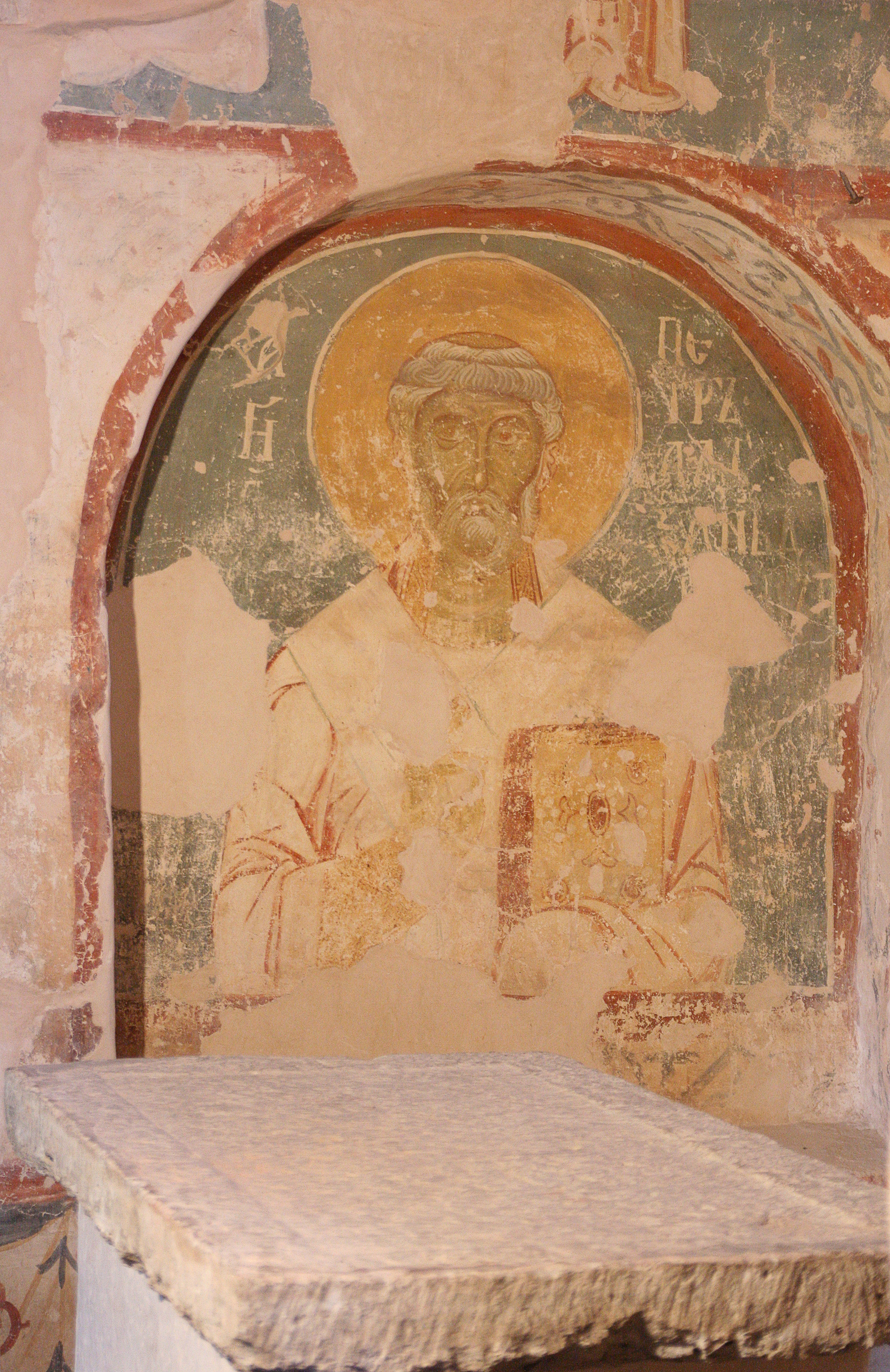
Св. Петро Александрійський, фреска Спаса на горі Нередиці, фото 2014 р.

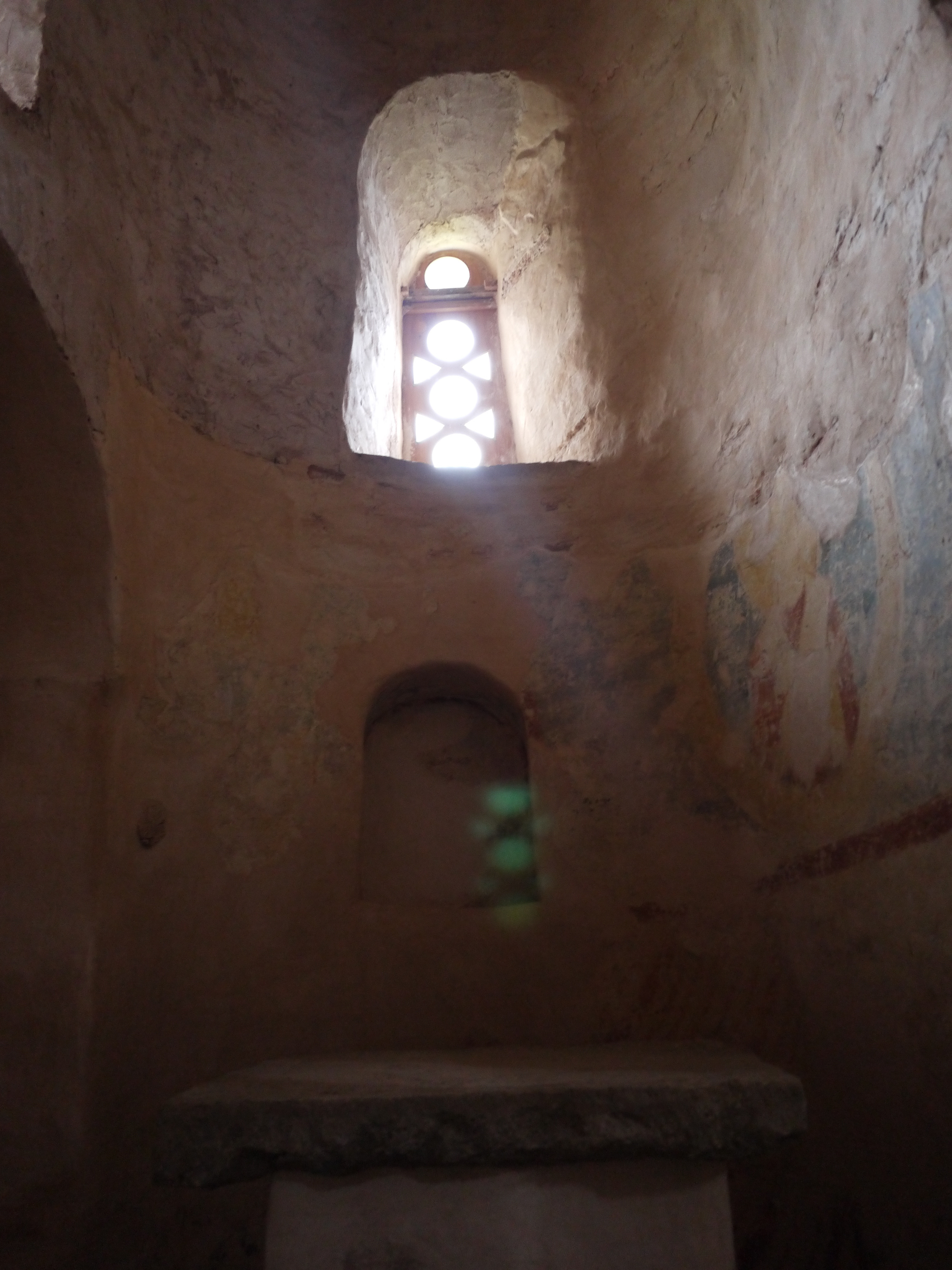
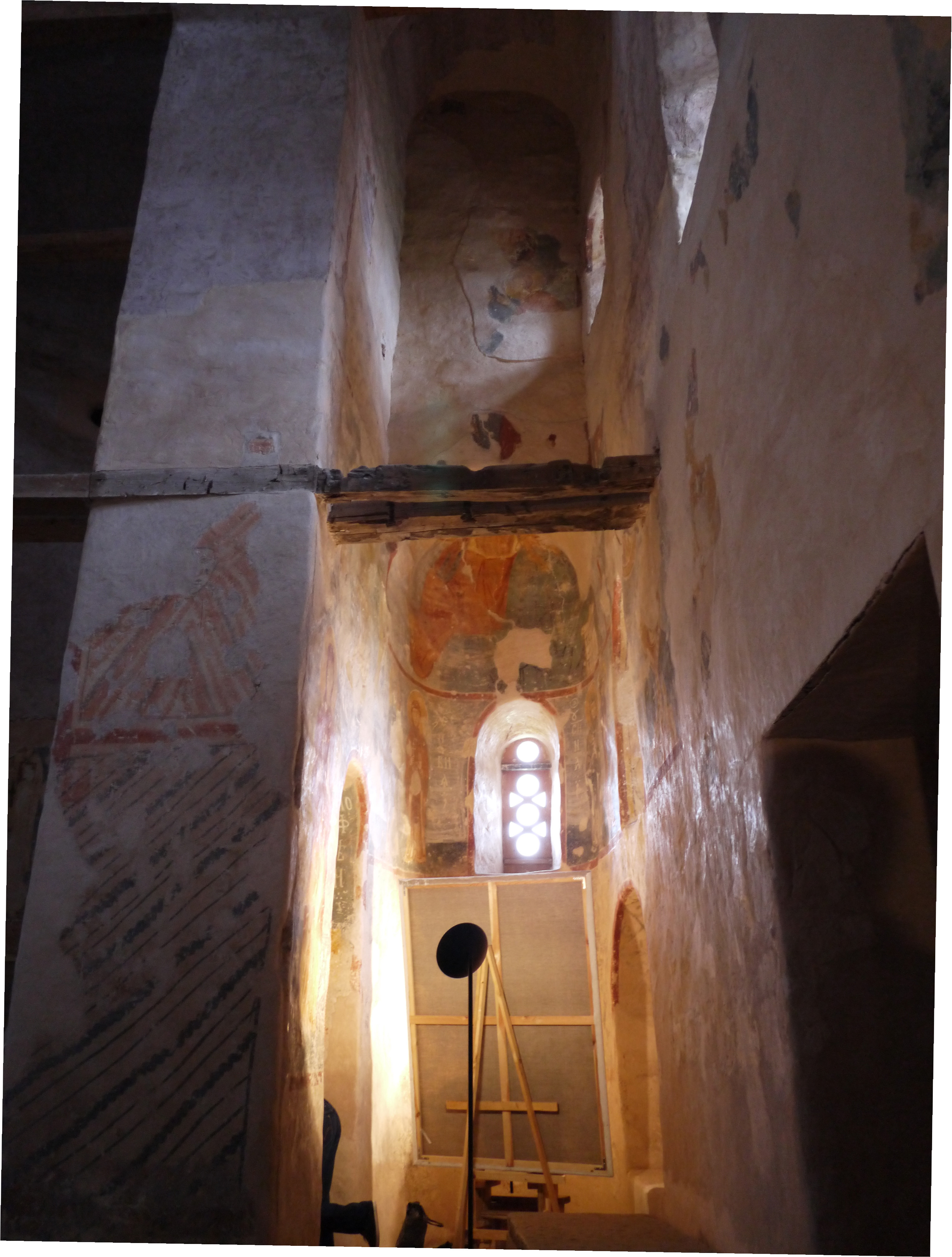
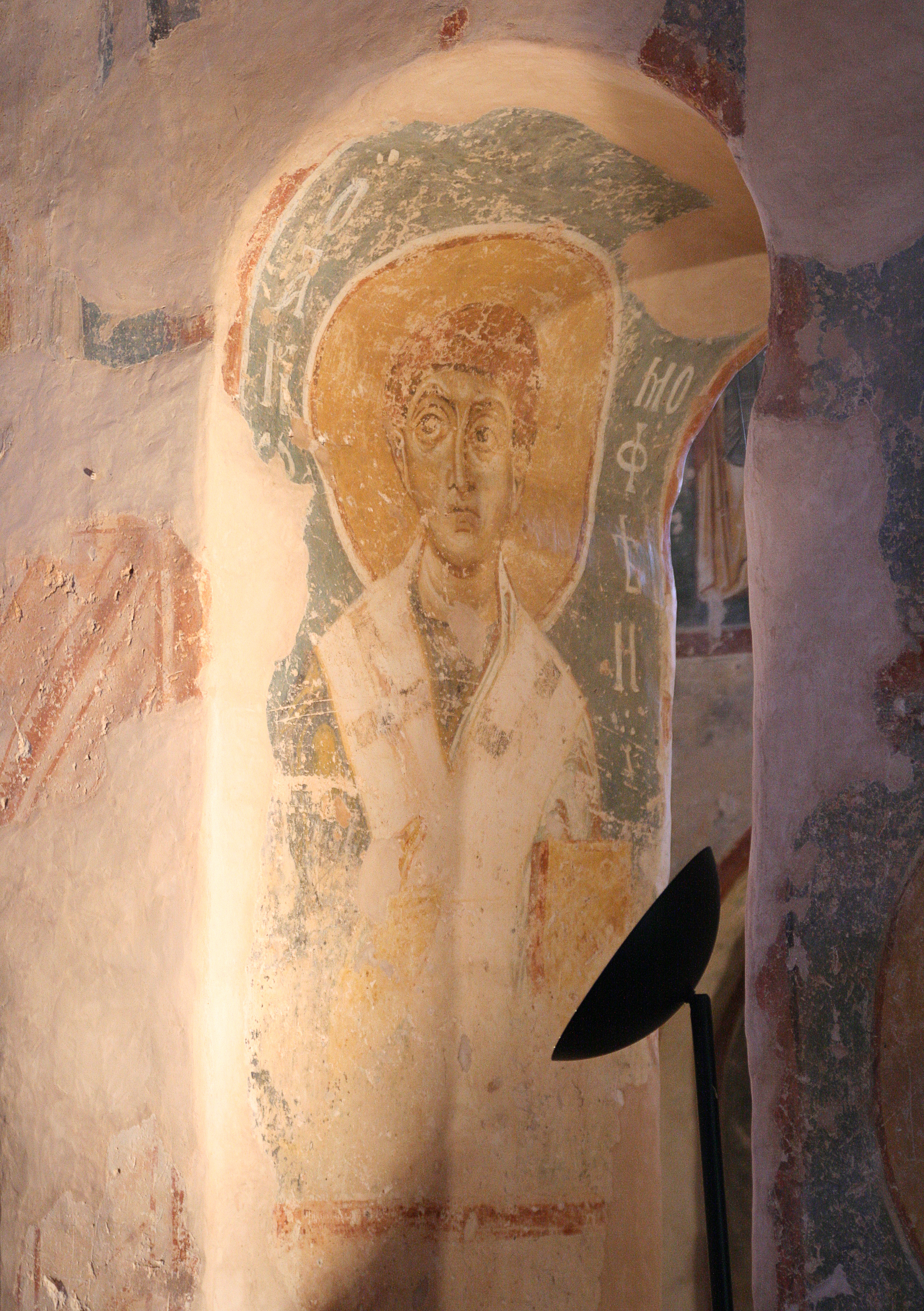
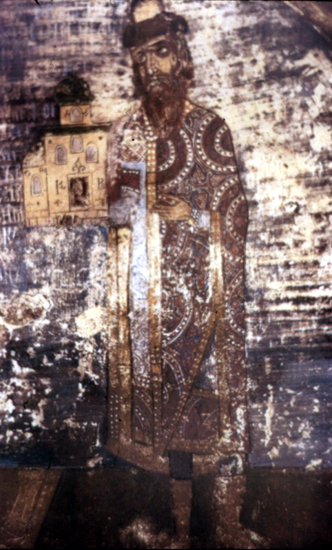

## Знищення у 1941 р.
1941 року радянська армія покинула Великий Новгород і відступила до річки Волховець. На дзвіниці і бані церкви створили спостережні пункти. Німецько-фашистська артилерія, зосереджена у Юрієвому монастирі розпочала систематичні обстріли позицій радянських вояків, плануючи новий наступ уперед. Серед перших пам'яток старовини, що були поруйновані у Новгороді, була церква Спаса на Нередиці і вся частина верхніх фресок сакральної споруди ще у серпні 1941 р.

## Відновлення архітектури колишньої церкви без дзвіниці
Консервацію руїни храмової архітектури розпочали у 1944 р. Архітектуру храму остаточно відновили лише до 1958 року. Нижні частини храмових фресок пройшли консервацію та бережну реставрацію. Частка храмових фресок перенесена на дерев'яні стулки і як пошкоджені оригінали кінця 12 ст. передані для експонування у Москву у Музей давньоруського мистецтва імені Андрія Рубльова. 
Відновлений храм лише іноді використовують для служби на початок 21 ст. Приміщення із залишками фресок використовують як музей. Відновлений храм Спаса на Нередиці увійшов до комплексу споруд Великого Новгорода, внесений 1992 року до переліку пам'яток всесвітньої спадщини ЮНЕСКО .

## Галерея обраних фото

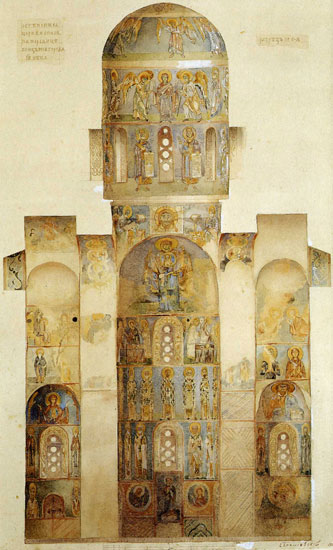
Первісне розташування фресок головного вівтаря і бічних абсид, копія роботи Браіловського Л.М. 1904 р.

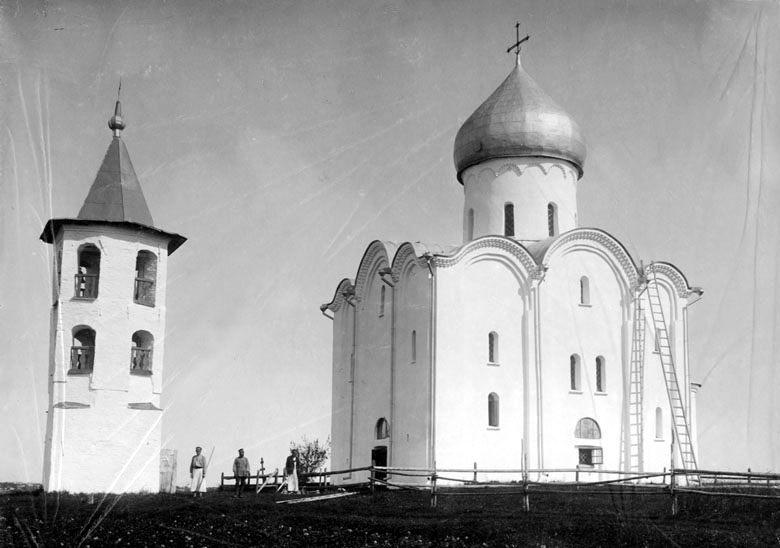
Архівне фото під час ремонтів фасадів, початок 20 ст.
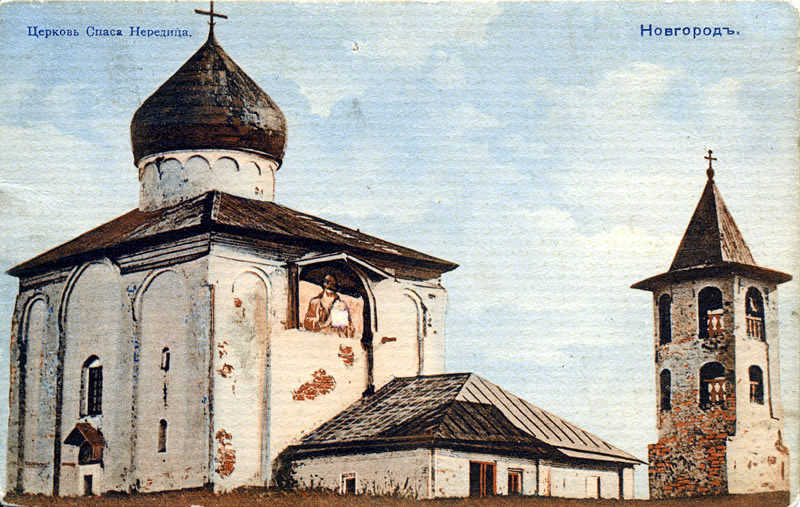
На старій поштівці 1900 р. з пізніми прибудовами паперті і дзвіниці
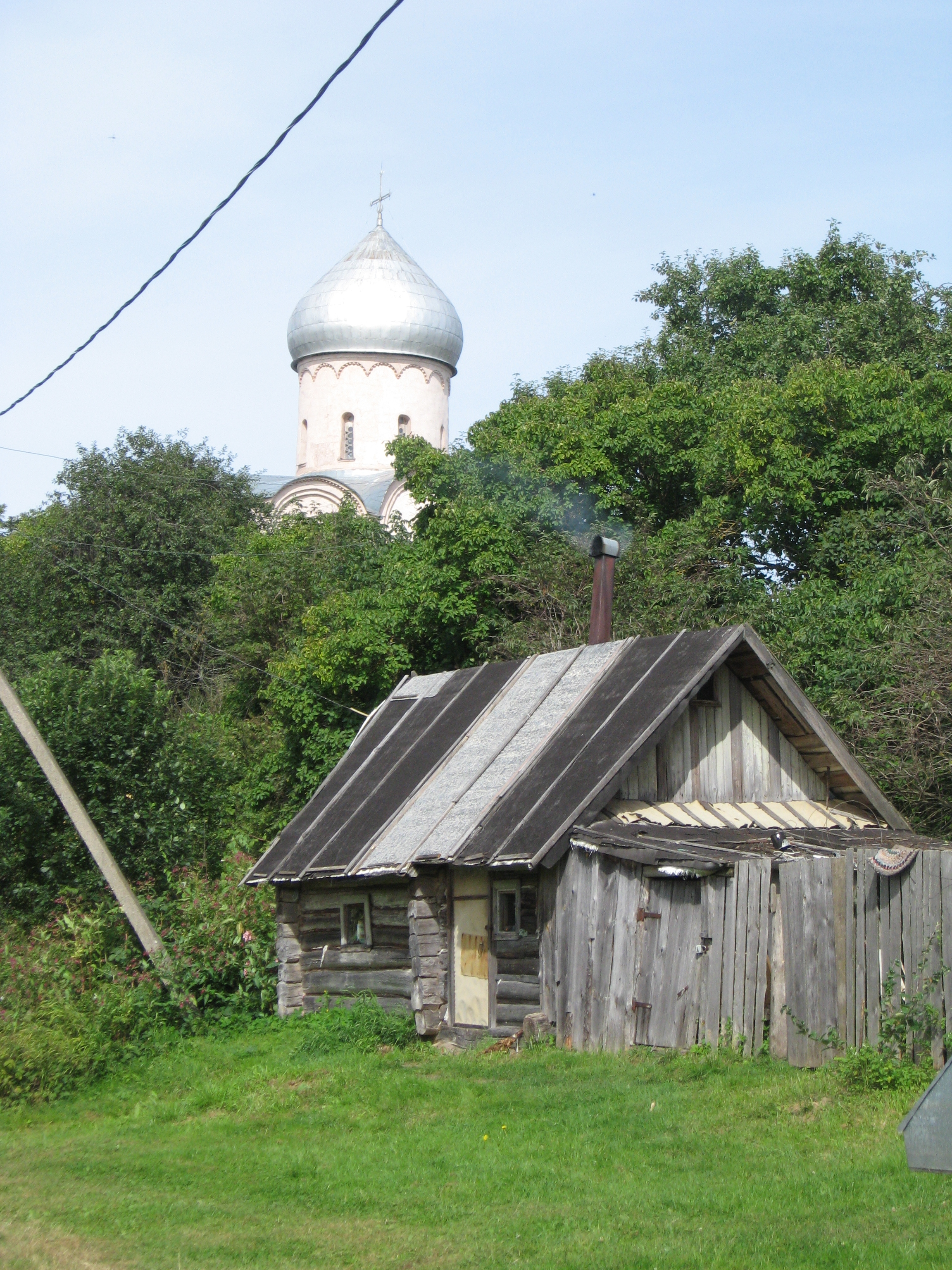
Фото 2012 р.
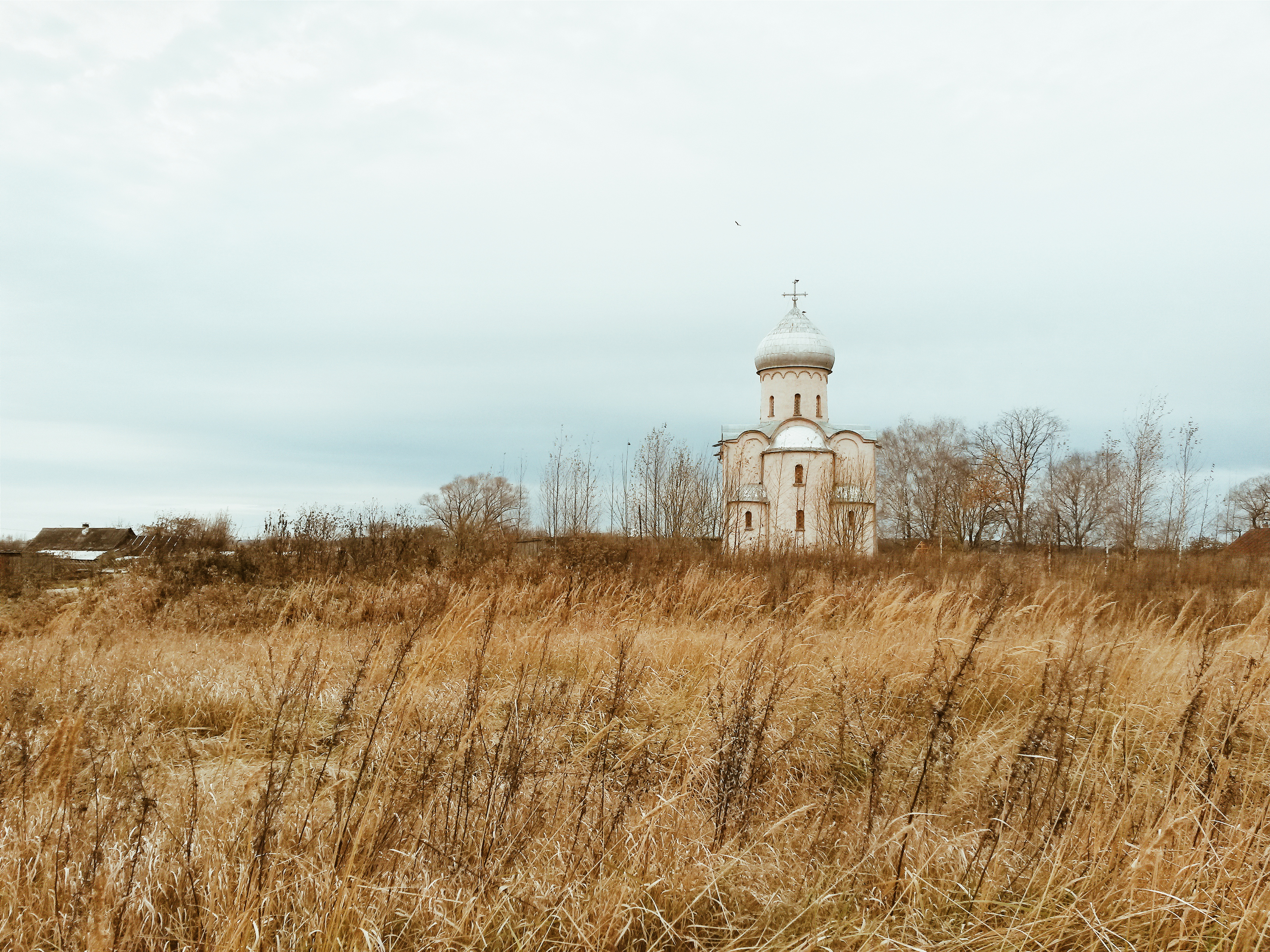
Фото 2014 р.